# 북한지
《북한지》(北漢誌)는 북한산성의 수축을 총 지휘한 성능이 산성의 수축 과정과 수축 내용을 상세히 기록한 목판본 지리지로 서울특별시 종로구, 서울역사박물관에서 소장하고 있는 조선시대의 책이다. 
2010년 2월 11일 서울특별시 유형문화재 제301호로 지정되었다.

## 개요
북한지는 북한산성의 수축을 총 지휘한 성능이 산성의 수축 과정과 수축 내용을 상세히 기록한 목판본 지리지로, 북한산성이 6개월이라는 단기간에 완성된 당시의 상황을 잘 알 수 있으며, 앞에 수록된 북한도(北漢圖)는 북한산성의 규모를 짐작하고 복원하는데 귀중한 자료이다.

## 참고 자료
- 북한지 - 국가유산청 국가유산포털